# Somersby (cidru)
Somersby este o marcă de cidru cu un conținut de alcool de 4,5%, care este produsă din 2008 de compania daneză specializată în producerea de bere Carlsberg Group.

## Istoric
Cidrul Somersby a fost lansat în anul 2008 pe piața daneză și norvegiană, în două varietăți: cidru de mere și cidru de pere, fiind promovat ca o alternativă la bere și la vinul alb. Vânzările au crescut rapid în contextul unui interes tot mai mare al consumatorilor de băuturi alcoolice pentru cidru, recunoscut, spre exemplu, de ziarul The Guardian care a proclamat cidrul drept „noul Chardonnay”. Linia de producție a fost extinsă ulterior cu noi arome, ca urmare a faptului că grupul Carlsberg a început să se orienteze către segmentul unor băuturi alcoolice diferite de bere. Cidrul Somersby a fost lansat ulterior pe mai multe de 46 de piețe externe, inclusiv în toată Europa, Canada, Statele Unite ale Americii, Australia, Noua Zeelandă, Coreea de Sud, Hong Kong, Israel, Malaysia, Nepal, Sri Lanka, Taiwan și Thailanda. Somersby este una dintre cele mai vândute zece mărci de cidru din lume, având cea mai mare creștere de cotă de piață în 2012.
În 2012 compania Carlsberg UK a dezvoltat și introdus un nou sortiment de cidru Somersby specific pieței din Marea Britanie. Sortimentul Somersby Cider UK este un cidru uscat mediu cu un conținut de alcool de 4,5%, fără arome sau îndulcitori artificiali.
În ciuda originii sale daneze, cidrul este comercializat în multe țări și teritorii ca fiind creația „lordului Somersby”, un lord englez fictiv. Lordul Somersby a apărut, de asemenea, în campaniile publicitare din Marea Britanie.

## Sortimente
În afară de cidrul pur de mere, marca Somersby este folosită și pentru cidrul de pere⁠(d), cidrul de mere cu aromă de mure, rubarbă, floare de soc, ghimbir, lămâie, afine, merișor, citrice și pepene verde și cidrul de mere cu un conținut scăzut de calorii.
În Polonia, marca Somersby este folosită de grupul Carlsberg pentru comercializarea berii cu aromă de fructe în loc de cidru. Acest lucru se datorează lipsei relative de popularitate a cidrului ca băutură alcoolică în rândul clienților polonezi, precum și restricțiilor legale privind vânzarea cidrului în această țară, care includ interzicerea publicității.

### Cidrul de mere Somersby
- Aspect: chihlimbariu deschis
- Aromă: mere Granny Smith.
- Gust: foarte dulce, dar nu zaharisit.
- Senzație în gură: ușor spumoasă.
- Conținut de alcool: 4,5%

Ingrediente: apă, suc de mere fermentate, zahăr, suc concentrat de mere, acid citric (regulator de aciditate), aromă (măr), sorbat de potasiu (conservant), colorant caramel.

### Cidrul de pere Somersby
- Aspect: pal cu o nuanță galbenă.
- Aromă: pară dulce.
- Gust: dulce și proaspăt. Răcoritor într-o zi călcuroasă.
- Senzație în gură: ușor spumoasă.
- Conținut de alcool: 4,5%

Ingrediente: apă de băut purificată, suc concentrat de pere, zahăr, agent de ajustare a pH-ului – acid citric.

### Apple Beer Drink
În Polonia, Elveția și Quebec, Carlsberg folosește marca Somersby pentru o băutură alcoolică formată dintr-un amestec de bere (45%) și băutură cu aromă de mere (55%). Deoarece acest produs nu poate fi clasificat drept cidru, el este vândut ca Apple Beer Drink („bere cu aromă de mere”).